# Військовий орден Святого Генріха
Військовий орден Святого Генріха (нім. Königlich Sächsischer Militär St.Heinrichsorden) — найстарший із саксонських орденів. Заснований 7 жовтня 1736 року саксонським курфюрстом Фрідріхом-Августом II.

## Різновиди
До 1768 орден був польсько-саксонським, його хрест прикрашали польські білі орли. Спочатку хрест мав єдину ступінь, ним нагороджували за видатні подвиги на полі бою. 23 грудня 1829 орден був розділений на 3 класи:
- Великий хрест,
- Хрест командора I ступеня та II ступеня,
- Хрест лицаря.

та медаль ордена:
- Золота,
- Срібна.

## Опис

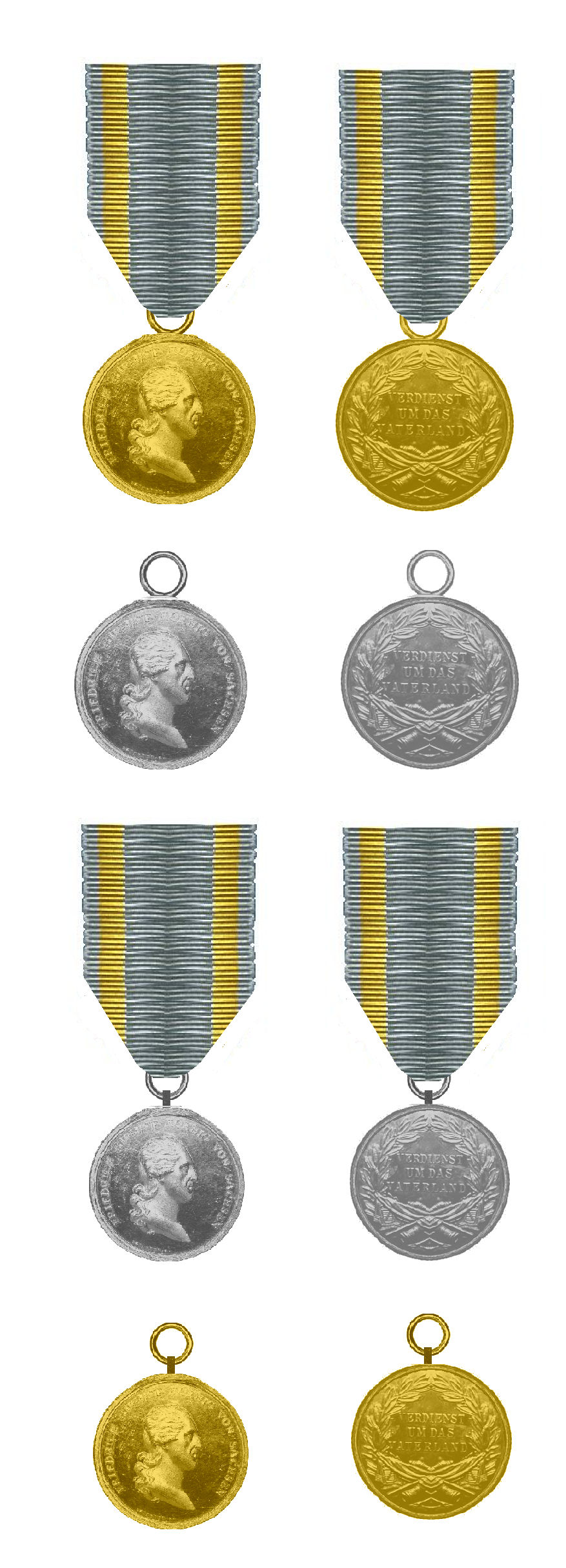
Медалі Ордена Святого Генріха

Крім хреста орден 1-го класу мав ще нагрудну зірку. Зірка — восьмикутна, з позолоченого срібла. У центрі круглий медальйон з портретом святого Генріха, довкола якого девіз ордена.
До 1807 року всі ці знаки виготовлялися з золота, пізніше знаки 3-го класу стали робити з позолоченого срібла, знаки 1-го і 2-го класів — пустотілими, для економії золота.
Медаль ордена — кругла, золота. На лицьовій стороні зображений бюст Фрідріха Августа. По колу йде напис: «FRIDERICH AUGUST KOENIG VON SACHSEN» («ФРИДРИХ АВГУСТ КОРОЛЬ САКСОНІЇ»). На зворотному боці медалі — герб Саксонії, обрамлений девізом ордену.
Кавалери Великого Хреста носять знак Ордена на широкій світло блакитній, з жовтою облямівкою, стрічці через праве плече на лівому боці, на лівій стороні грудей восьмикутну зірку зірку. На зірці в центрі медальйон з написом «VIRTUTI IN BELLO».
Командори носять такі ж знаки та зірку, трохи меншого розміру, на шийній стрічці. Кавалери третього класу носять знак Ордена в петлиці.
Король був Великим магістром Ордену а спадкоємець престолу при народженні отримував звання Кавалера Великого Хреста. Нагороджені цим Орденом кавалери не отримували ніяких від цього доходів та не вносили ніяких грошей при отриманні знаків Ордену.
Військовий орден Святого Генріха, хоча і вважався другим за значимістю орденом Саксонського королівства, на відміну від інших орденів Саксонії був прирівняний до бойових нагород Третього Рейху. Про це свідчать збережені виписки з особистих справ офіцерів вермахту.
Про високий статус ордена говорить і той факт, що в період Першої світової війни орденом різних ступенів було нагороджено не більше 200 осіб.
Нагороджені орденом отримували довічну щомісячну пенсію. У ФРН розмір пенсії становив 50 марок.